# Alla Yarochinskaya
 (avril 2022).
La mise en forme du texte ne suit pas les recommandations de Wikipédia : il faut le « wikifier ».
Les points d'amélioration suivants sont les cas les plus fréquents. Le détail des points à revoir est peut-être précisé sur la page de discussion.
- Les titres sont pré-formatés par le logiciel. Ils ne sont ni en capitales, ni en gras.
- Le texte ne doit pas être écrit en capitales (les noms de famille non plus), ni en gras, ni en italique, ni en « petit »…
- Le gras n'est utilisé que pour surligner le titre de l'article dans l'introduction, une seule fois.
- L'italique est rarement utilisé : mots en langue étrangère, titres d'œuvres, noms de bateaux, etc.
- Les citations ne sont pas en italique mais en corps de texte normal. Elles sont entourées par des guillemets français : « et ».
- Les listes à puces sont à éviter, des paragraphes rédigés étant largement préférés. Les tableaux sont à réserver à la présentation de données structurées (résultats, etc.).
- Les appels de note de bas de page (petits chiffres en exposant, introduits par l'outil «  Source ») sont à placer entre la fin de phrase et le point final[comme ça].
- Les liens internes (vers d'autres articles de Wikipédia) sont à choisir avec parcimonie. Créez des liens vers des articles approfondissant le sujet. Les termes génériques sans rapport avec le sujet sont à éviter, ainsi que les répétitions de liens vers un même terme.
- Les liens externes sont à placer uniquement dans une section « Liens externes », à la fin de l'article. Ces liens sont à choisir avec parcimonie suivant les règles définies. Si un lien sert de source à l'article, son insertion dans le texte est à faire par les notes de bas de page.
- La présentation des références doit suivre les conventions bibliographiques. Il est recommandé d'utiliser les modèles {{Ouvrage}}, {{Chapitre}}, {{Article}}, {{Lien web}} et/ou {{Bibliographie}}. Le mode d'édition visuel peut mettre en forme automatiquement les références.
- Insérer une infobox (cadre d'informations à droite) n'est pas obligatoire pour parachever la mise en page.

Pour une aide détaillée, merci de consulter Aide:Wikification.
Si vous pensez que ces points ont été résolus, vous pouvez retirer ce bandeau et améliorer la mise en forme d'un autre article.
Alla Yarochinskaya (en ukrainien : Алла Олександрівна Ярошинська Alla Oleksandrivna Yaroshynska, en russe : Алла Александровна Ярошинская, Alla Alexandrovna Yarochinskaïa), née le 14 février 1953 à Jytomyr, (République socialiste soviétique d'Ukraine), est une politologue, journaliste, romancière et docteure en philosophie.
Députée du peuple de l'URSS, ancienne membre du Conseil présidentiel sous Boris Eltsine. Elle reçoit le prix «Right Livelihood Award» en 1992 en Suède. Elle est nommée pour le Prix Nobel de la Paix en 2005 dans le cadre de la campagne de Peace Women Across The Globe.

## Biographie

### Formation
Alla Yarochinskaya est diplômée de la faculté de journalisme de Kiev et a commencé à travailler à Jytomyr, dans le nord de la république d’Ukraine, en 1971.
En 1997, elle a soutenu une thèse de doctorat en philosophie à l'Académie russe du service public auprès du président de la fédération de Russie, sur la question de la sûreté nucléaire.

### Carrière
Le travail d'Alla Yarochinskaya est cité par des chercheurs, comme les spécialistes d’histoire soviétique et post-soviétique, Serhii Plokhy et Kate Brown.
De 1989 à 1991, Alla Yarochinskaya est députée du peuple de l'URSS (membre du Groupe parlementaire interrégional), travaille au ministère de la Presse et de l'information de la fédération de Russie, au Centre fédéral d'information auprès le président de la fédération de Russie, au Conseil présidentiel de Boris Eltsine. En tant que membre de la délégation russe officielle, elle a travaillé dans les comités préparatoires et à la Conférence des Nations unies sur la prolongation du Traité de non-prolifération des armes nucléaires (1995). Yarochinskaya est également autrice et co-autrice de plus de vingt livres et monographies sur la liberté d'expression, les droits humains, l'écologie et la sûreté nucléaire, dont certains ont été traduits dans de nombreuses langues.
Depuis 2012, ses travaux sont régulièrement publiés sur le site Rosbalt.

### Reconnaissance internationale
Elle a reçu plusieurs prix, dont le prix «Right Livelihood Award» (Suède) et le prix du journalisme «Zolotoe pero» (Plume d'or) (Ukraine).

## Œuvres
L'ouvrage documentaire Tchernobyl, vérité interdite (titre original : Чернобыль с нами), paru en russe en 1991 est traduit en français en 1993, traduit dans les principales langues européennes, ainsi qu'en japonais.
L’éditeur et rédacteur de la première «Encyclopédie nucléaire» au monde (1996).
Le roman "Кремлевский поцелуй» en deux volumes (le premier - "Криминальный транзит" (Transit criminel), le second - "Полковник знает всё" (Le colonel sait tout sur tout) (2001).
Le recueil d'histoires psychologiques "Дверь напротив" (La porte en face) (2002).
Le documentaire «Чернобыль 20 лет спустя. Преступление без наказания» (Tchernobyl: 20 ans plus tard. Crime sans châtiment) (2006).
«Чернобыль. Большая ложь » (Tchernobyl: le grand mensonge) (2014).

### Tchernobyl vérité interdite (1991)
Alla Yarochinskaya n'est pas seulement une personnalité politique et publique. Elle fait partie des événements de la tragédie de Tchernobyl. On la présente comme une informatrice, une lanceuse d’alerte. Elle-même et sa famille étaient au centre des événements lorsque la catastrophe s'est produite en mai 1986, puisqu'elle vivait dans la ville de Jytomyr, qui se situe à 195 kilomètres du lieu de l'accident. Elle connaît donc l'amertume et la douleur des personnes vivantes dans des zones contaminées. Elle, comme d'autres résidents de ces zones, ne connaissait pas les conséquences de la catastrophe et était dans la panique en raison du manque d'informations de la part du gouvernement soviétique. Puisque son mari travaillait comme pompier, ils savaient que quelque chose de grave était arrivé par les rumeurs.
Pour Alla Yarochinskaya, la catastrophe de Tchernobyl et ses conséquences sont devenues le sujet principal de son travail. Elle a décidé de mener sa propre enquête malgré l'opposition des autorités. Dans son livre Tchernobyl, vérité interdite (1993) elle parle d'une enquête sur les villages de la région ukrainienne qui ont été considérés comme assez sûrs pour installer la population réfugiée de la zone d'exclusion. Alors qu'elle travaillait au parlement, Alla Yarochinskaya a été la première à briser le blocus de l'information sur Tchernobyl lors d'une réunion qui a été diffusée à la télévision le 25 mai 1989. Devant des millions de citoyens, elle a offert à Mikhail Gorbatchev une vidéo cassette montrant les terribles conditions dans laquelle vivaient les gens ordinaires sur les territoires contaminés. Les principales questions posées par l'écrivain lors de son enquête sont : Pourquoi les gens ne sont-ils pas déplacés des zones à fort rayonnement? Qui a pris la décision de construire de nouvelles maisons, écoles, crèches pour les enfants dans une zone ayant un niveau de la radiation très élevée?  Pourquoi des dizaines de milliers de personnes vivent-ils dans l'ignorance depuis trois ans après la catastrophe et qui en est responsable ?
Grâce à son travail en tant que députée au sein du Conseil suprême, Alla Yarochinskaya a réussi à obtenir des documents secrets révélant les mensonges de l'État sur la catastrophe elle-même et sur sa gestion. Le dixième chapitre de la version française du livre est dédié à la révélation des documents confidentiels qu’elle a réussi à obtenir, en 1991, lors de l’effondrement de l’URSS.